# Orogènesi

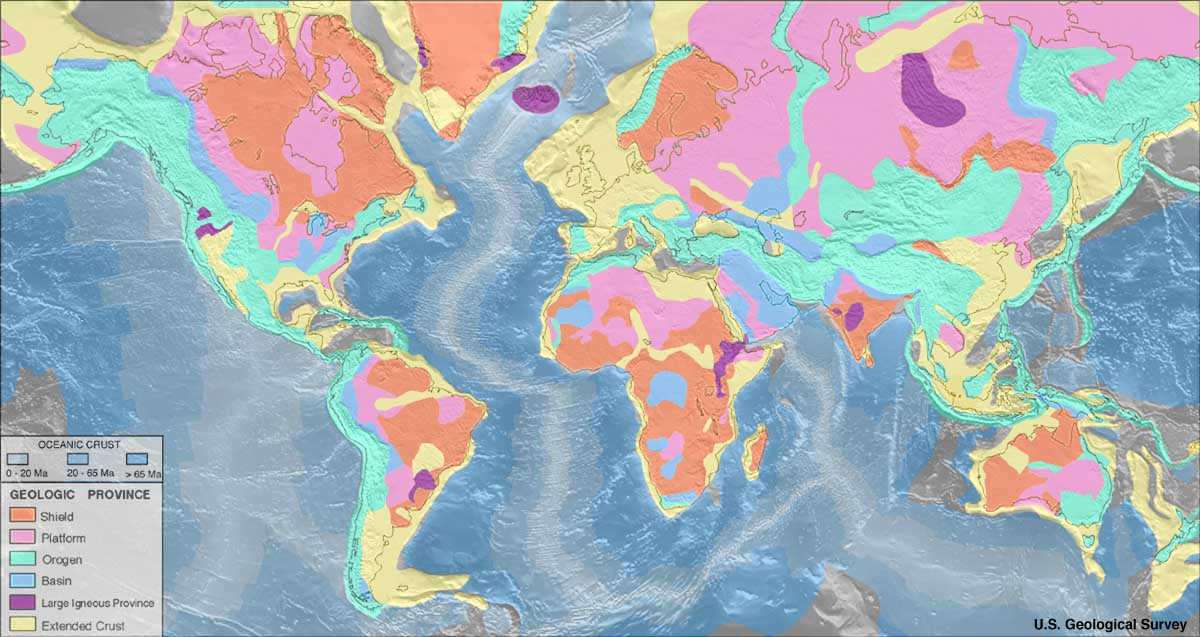
Escorça oceànica
0-20 Ma (Mega any o Milió d'anys)
20-65 Ma
>65 MaEscorça continental
cratons o escuts
plataforma de Sediments
cadena de muntanyes (orogènia)
conca estructural
gran província volcànica
altiplà continental

L'orogènesi és la formació de muntanyes i serralades que es produeix per la deformació compressiva dels sediments dipositats en una conca sedimentària o geosinclinal. Aquests sediments són l'origen dels plegaments o falles, que formen el relleu de la Terra.
L'orogènesi o orogènia (sinònim) fa referència al conjunt dels processos geològics que conclouen en la formació d'un orogen. El terme orogènesi va ser introduït per Grove Karl Gilbert (1890) per referir-se al procés de formació de les muntanyes. Gilbert ja intuïa el desplaçament de l'escorça terrestre que originava el plegament dels estrats de roca.
El terme orogen es refereix a una part o regió de la Terra, sovint amb forma de serra o serralada allargassada on s'ha produït l'orogènesi. Altrament també s'empra orogen per a anomenar un lloc o regió inestable i canviant de l'escorça terrestre. No obstant, cal diferenciar la formació de l'orogen de la formació del relleu muntanyós, fets no simultanis.

## Tipus d'orogènesi
- Orogènesi simètrica: es produeix pel xoc de dues plaques litosfèriques continentals i es forma en ser comprimit un geosinclinal localitzat entre les dues masses continentals durant la seua aproximació. Exemples: les serralades dels Pirineus, Alps i Himàlaia.

- Orogènesi asimètrica: es produeix per la col·lisió d'una placa continental amb una d'oceànica i es forma pel plegament dels sediments acumulats en la zona de subducció d'una placa oceànica per sota de la continental.
- Exemples: les serralades dels Andes i de les muntanyes Rocoses.

## Orogènesis en la història de la Terra
- Plegament caledonià: moviments tectònics ocorreguts fa aproximadament 330 milions d'anys. D'aquest plegament orogènic va sorgir la cadena caledoniana, de la qual es conserven vestigis a Escòcia, península Escandinava, Canadà, Brasil, Nord d'Àsia i Austràlia.

- Plegament hercinià: va ocórrer en nombrosos punts del globus terrestre fa 230 milions d'anys i va ser més important que el plegament caledonià. Aquest plegament va afectar gran part d'Europa centreoccidental, els Urals, els Apalatxes a Amèrica del Nord, els Andes, Tasmània, etc.

- Plegament alpí: plegament orogènic del període terciari, l'últim que s'ha produït. Es va iniciar fa 62 milions d'anys, amb el qual es van formar, entre d'altres, el sistema alpinohimalai, que s'estén des dels Pirineus i els Alps cap a l'est, passant pel Caucas, fins a unir-se amb el major nucli orogènic d'aqueix moment, l'Himàlaia. També tenen l'origen en aquesta orogènesi les serralades mediterrànies meridionals, com les serralades Bètiques i l'Atles, o les muntanyes Rocoses i els Andes en el continent americà.

## Orogènesis conegudes per continents

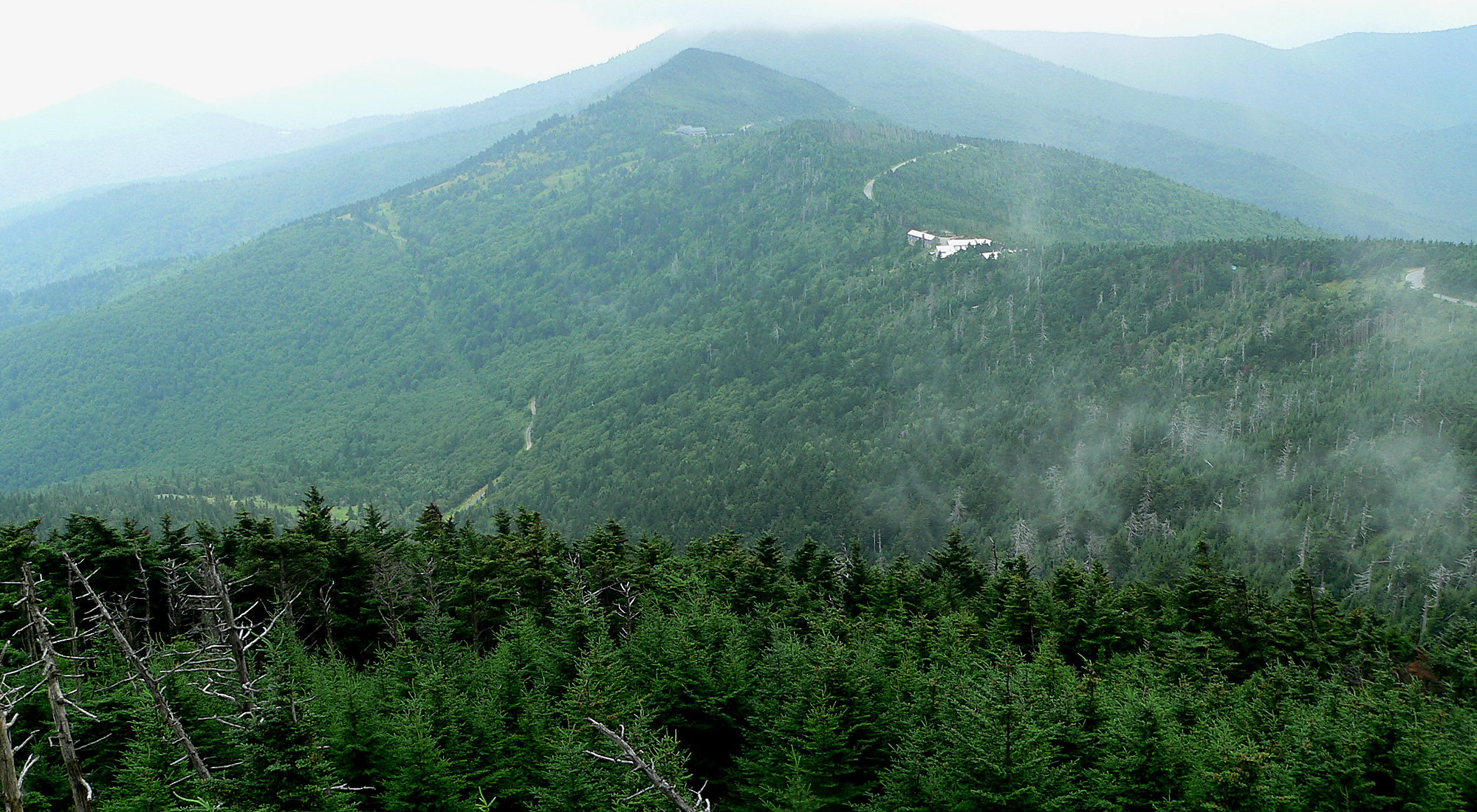
Vista dels Apalatxes des del mont Mitchell (2.037 m), la màxima elevació de la serralada

Els encapçalaments es refereixen als continents actuals, que sovint poden diferir de la geografia del temps geològic en el qual es produïren les orogènies. Algunes orogènies abasten i afecten més d'un continent i reben noms diferents atenent les localitzacions o els estudis geològics selectius de l'àrea geogràfica. Les grans orogènies inclouen suborogènies. Les orogènies, com a fenòmens geològics, són interpretades i revisades periòdicament amb nous estudis i recerques que, cada cop més precises, n'actualitzen l'edat i la paleogeografia associada. En la literatura i en les recerques més antigues, el terme orogènia fa referència a un llarg episodi seqüencial de formació de conques i de deposició de sediments durant centenars de milions d'anys, que conclou amb la deformació tectònica i sovint el metamorfisme d'aquests dipòsits. Altres geòlegs utilitzen el terme només en referència a l'esdeveniment o període final de formació del relleu durant desenes de milions d'anys o menys.

### Àfrica
- Orogènia Panafricana: Sèrie de grans esdeveniments de formació de muntanyes a l'era Neoproterozoica. Aquesta orogènia també es coneix amb el nom d'orogenia Pan-Gondwana o Saldaniana. Amb sutures amb altres masses continentals antigues que també s'observen a Sud-amèrica, a l'Antàrtida, a l'Índia i a Austràlia (550 Ma)[8][9]
- Orogènia de Damara: Construcció de muntanyes a la intersecció dels cratons del Congo i del Kalahari. Col·lisió de cratons africans i sud-americans (550-580 Ma)[10][11]
- Orogènia de Kibara: Esdeveniment de construcció de muntanyes a l'actual Àfrica. Observat inicialment a les muntanyes de Kibara. La posterior fase tèctònica s'estableix en 900 Ma (1.300-900 Ma)[12][13]
- Orogènia Eburniana: Llarg període constructiu de muntanyes a l'Arqueà/Paleoproterozoic, observable a l'actual Àfrica occidental (1.700-1.000 Ma).[14][15]
- Orogènia de l'Àfrica Oriental: Etapa principal del conjunt neoproterozoic de Gondwana oriental i occidental. Alguns autors l'inclouen dins l'orogènia Panafricana. Sutura ben documentada del nord-est d'Àfrica fins a Moçambic (550-450 Ma)[16][17]
- Orogènia de Mauritanide: Antic orogen paral·lel a la costa oest d'Àfrica, des del Marroc fins a Guinea Bissau. (1.800 Ma).[18][19]
- Orogènia de Moçambic: Banda a l'escorça terrestre des de l'Antàrtida oriental a l'Àfrica oriental fins a l'escut àrab-nubi. (1.100-850 Ma).[20][21]
- Orogènia Zambeziana: Construcció de muntanyes al sud de Zàmbia i al nord de Zimbabwe. Col·lisió dels cratons del Congo i del Kalahari al final del Neoproterozoic (890-530 Ma).[22][23]

### Antàrtida
- Orogènia de Napier: Serralada a l'Antàrtida oriental. Amb materials que posteriorment han esat altament metamorfitzats (4.000±200 Ma).[24]
- Orogènia de Rayner: A l'inici comportà, possiblement, la unió dels cratons que formaren l'hipotètic supercontinent Vaalbarà (3.500 Ma).[25][26][27]
- Orogènia de Humboldt: Esdeveniment constructiu a l'Antàrtida, (3.000 Ma).[28][29]
- Orogènia de l'Insel: Període de construcció de muntanyes. Identificat per primera vegada a la Terra de la Reina Maud i al sud de les muntanyes del Príncep Carles (2.650±150 Ma).[30]
- Orogènia de Ruker: Esdeveniment situat al Paleoproterozoic (2.000–1.700 Ma).[31]
- Orogènia de Ruker (tardana): També coneguda com l'orogènia de Nimrod (1.000±150 Ma).[32][33]
- Orogènia de Beardmore: Va generar una gran activitat deformativa i magmàtica a les muntanyes transantàrtiques centrals (633–620 Ma).[34]
- Orogènia de Ross: Esdeveniment de construcció de muntanyes paleozoiques a l'Antàrtida (550-480 Ma).[35]
- Orogènia de Borchgrevink: Alguns geòlegs integren aquesta orogènia com una orogènia local de Ross (430-380 Ma).[36]
- Orogènia Peninsular Antàrtica: Esdeveniments tectònics correlacionats amb la deformació de l'Antàrtida i la Patagònia central durant la subducció de grans lloses planes al Triàsic tardà (221-207 Ma).[37]

### Àsia
- Aravalli - Orògen de Delhi: A la serralada d'Aravalli, al nord-oest de la península Índia durant l'Arqueà i Paleoproterozoic (2.500-2.000 Ma).[38]
- Orogènia Altaid: Cinturó orogènic, el més gran d'Àsia Central al voltant a les vores occidental i meridional del crató siberià.Era Paleozoica (750-150 Ma).[39]
- Orogènia dels Urals o Uraliana: Llarga sèrie de deformacions lineals i esdeveniments de construcció de muntanyes que van aixecar les muntanyes dels Urals durant el període Permià. També es pot considerar una orogènia d'Europa en els límits intracontinentals euroasiàtics (299-258 Ma).[40][41]
- Orogènies Cimmeriana i Catàisia. Activa durant els períodes Triàsic i Juràssic al sud i sud-est asiàtic.[42]
- Orogènia Dabie-Sulu: Mesozoic (208-190 Ma).[43]
- Orogènia Pèrsia–Tibet–Birmania: Cenozoic. Causada per la contínua col·lisió de les plaques àrab i índia amb la placa euroasiàtica, que inclou l'orogènia de l'Himàlaia.[44]

### Europa
- Orogènia Saamiana: Formació d'una extensa àrea d'escorça a Fennoscàndia, (3.100–2.900 Ma).[45]
- Orogènia de Lopian: Orogènia arqueana. Formació de dos tipus diferents de terreny compatibles amb el concepte de tectònica de plaques. L'un és un cinturó de gneis d'alt grau, l'altre és una regió d'intrusions de granitoides i cinturons de roca verda (2.900-2.600 Ma).[46]
- Orogènia Svecofenniana, també coneguda com a orogènia svecokareliana: procés geològic que va donar lloc a la formació d'escorça continental a Suècia, Finlàndia i Rússia, (2.000–1.750 Ma).[47][48]
- Orogènia gòtica: Formació de roques plutòniques i volcàniques (1.750-1.500 Ma).[49][50]
- Orogènia de Sveconorwegian: Cinturó orogènic al sud-oest de Suècia i al sud de Noruega. Essencialment reelaboració de l'escorça formada anteriorment (1.250-900 Ma).[51][52]
- Orogènia de Timànides: Orògen durant el Neoproterozoic, afectant l'escut del Bàltic del nord a l'era Neoproterozoica (620–550 Ma)[53][54]
- Orogènia Cadomiana: A la costa nord d'Armòrica a l'Ediacarià/Cambrià, (660-540 Ma).[55]
- Orogènia Caledòniana: Esdeveniment de construcció de muntanyes causat per la col·lisió de Laurentia, Bàltica i Avalonia. Deformació de la península escandinava occidental, Gran Bretanya i Irlanda a la fase Grampià (ordovicià) i la fase escandinava (silúrià). L'orogenia caledoniana afectà la península bèrica amb l'emergència d'una franja a l'actual nord-oest peninsular, posteriorment arrasada i recoberta pel mar paleozoic.[56]
- Orogènia Varisca: També coneguda com a orogènia herciniana. Col·lisió de plaques tectòniques que va originar la creació de muntanyes amb deformacions a l'oest de la península ibèrica amb l'aparició de grans masses de granitoides, el sud-oest d'Irlanda, sud-oest d'Anglaterra, centre i oest de França, sud d'Alemanya i Txèquia, durant els períodes Devonià i Carbonífer (390-300 Ma).[57]
- Orogènia dels Urals o Uraliana: llarga sèrie de deformacions lineals i esdeveniments constructius de muntanyes que van aixecar les muntanyes Urals, durant el període pèrmià. (300-250 Ma).[58][59]
- Orogènia Alpina: formació de les serralades alpines d'Europa, Orient Mitjà i nord-oest d'Àfrica que inclou: la formació dels Alps, durant els períodes de l'Eocè al Miocè; l'orogènia dels Carpats, construcció de les muntanyes dels Carpats de l'est d'Europa durant el període Juràssic - Cretaci al Miocè; l'orogènia Hel·lènica, nom del conjunt constructiu a Grècia i la zona de l'Egeu durant els períodes Eocè i Miocè i la Cresta mediterrània, dorsal oceànica al sud de Grècia. (37 Ma- present).[60][61][62][63]

### Nord-amèrica
- Orogènia d'Algoman: També coneguda com a orogènia de Kenoran. Fou un episodi a l'Arqueà tardà de construcció de muntanyes a l'actual part septentrional d'Amèrica del Nord, des de Dakota del Sud fins al Llac Huron. Va ser un període important de formació de l'escorça litosfèrica, resultant la granitització i regruiximent i l'agregació dels petits continents o plaques més petites ja existents en l'escorça arqueana (2.700-2.500 Ma).[64][65]
- Orogènia de Wopmay: Esdeveniment de construcció de muntanyes al nord del Canadà, al llarg de la vora occidental de l'escut canadenc  Formació d'un cinturó orogènic paleoproterozoic amb acreció i col·lisió de l'arc magmàtic del marge occidental del crató que va causar posteriorment l'orogènia calderiana.(2.100-1.900 Ma).[66][67]
- Orogènia Transhudsoniana, també coneguda com a orogènia Hudsoniana: Construcció de muntanyes a Amèrica del Nord que s'estén des de la badia de Hudson fins a Saskatchewan i cap al sud a través de les zones occidentals de Dakota i Nebraska. va ser el resultat de la col·lisió del crató Superior amb el crató Hearne i el crató de Wyoming durant l'Eó Proterozoic (2.000-1.800 Ma).[68]
- Orogènia Nagssugtoquidiana: Esdeveniment constructiu de muntanyes al Paleoproterozoic tardà a Groenlàndia, consistent en un cinturó entre el crató de l'Atlàntic Nord, al sud de Groenlàndia, i un altre segment al nord (orogen de Rinki). Convergència i possible xoc de masses continentals (1.910-1.770 Ma).[69][70]
- Orogènia Cetilidiana: Col·lisió al marge sud del crató de l'Atlàntic Nord, al final de l'Era Paleoproterozoica, on es produeix la subducció d'una placa oceànica situada sota el crató de l'Atlàntic Nord (escorça arcaica continental (1.850-1.720 Ma).[71][72]
- Orogènia de Penokean: A Wisconsin, Minnesota, Michigan i el sud d'Ontario. Un arc oceànic va xocar amb el marge sud del crató de l'Arqueà superior i acabà el període de subducció cap al sud. La col·lisió entre el crató i l'arc originà relleus extensius a banda i banda dels seus marges (1.850–1.840 Ma).[73][74]
- Orogènia de Great Falls: També coneguda com l'orogènia del Big Sky. Esdeveniment de construcció de muntanyes al Proterozoic per la col·lisió entre el crató Hearne i el crató de Wyoming al sud-oest de Montana . Obertura d'un arc i creació del Little Belt al nord del crató, amb arrasament de l'oceà Manikewan i la col·lisió al llarg de l'orogen (anteriorment afectat per l'orògen transhudsonià).[75][76] L'acoblament és l'etapa definitiva de tancament de l'oceà Manikewan i la fusió dels cratons arqueans de Laurentia (1.770 Ma).[77][78]
- Orogènia d'Ivanpah: A la regió de Mojave, sud-oest dels Estats Units (1.710-1.680 Ma.)[79]
- Orogènia de Yavapai: Esdeveniment de construcció de muntanyes al sud-oest dels Estats Units (1.710-1.700 Ma).[80][81]
- Orogènia de Mazatzal: Construcció de muntanyes a Amèrica del Nord al sud-oest dels Estats Units (1.675-1.650 Ma).[82][83]
- Orogènia de Picuris: Esdeveniment de construcció de muntanyes on ara és el sud-oest dels Estats Units (1.430-1.300 Ma).[84]
- Orogènia de Grenville: Esdeveniment constructiu de muntanyes del Mesoproterozoic. A arreu del món, al final de l'Eó Proterozoic (1.300-1.000 Ma). Associat a la formació del supercontinent Rodinia. Es van formar muntanyes de plegaments a l'est d'Amèrica del Nord des de Terranova fins a Carolina del Nord (1.100-1.000 Ma).[85]

- Orogènesi Caledoniana: esdeveniment de construcció de muntanyes causat per la col·lisió de Laurentia, Baltica i Avalonia, que inclou:

1. Orogen de Groenlàndia oriental: que va del període criogenià al devonià.
2. Fase tacònica: Període de construcció de muntanyes que afectà gran part de Nova Anglaterra i el nord-est dels EUA i Canadà a l'Ordovicià.
3. Fase acadiana: orogènia nord-americana, a l'est dels EUA, durant els períodes Silurià i Devonià.

- Orogènia dels Apalatxes: Esdeveniment de formació de muntanyes que va formar les muntanyes dels Apalatxes i les Muntanyes Allegheny. Normalment s'anomena orogènia varisca i també herciniana a Europa. Les muntanyes dels Apalatxes són un cinturó orogènic que ha estat molt ben estudiat i definit com el resultat d'una col·lisió del Paleozoic tardà entre Amèrica del Nord i Àfrica.[86]

1. Orogènia Tacònica: període de construcció de muntanyes que va afectar la major part de Nova Anglaterra.
2. Orogènia Acadiana: orogènia nord-americana.
3. Orogènia d'Allegheny: Formació de muntanyes que va originar les muntanyes Apalatxes i Allegheny.[87]

- Orogènia de Ouachita: Esdeveniment de construcció de muntanyes que va donar lloc a les muntanyes Ouachita.[88] Les muntanyes Ouachita d'Arkansas i Oklahoma són un cinturó orogènic que data de finals de l'era Paleozoica i probablement sigui una continuació de l'orogènia dels Apalatxes cap a l'oest a través de la badia del Mississipí-Zona de Reelfoot Rift (310-280 Ma).[89][90][91]
- Orogènia d'Antler: Esdeveniment tectònic durant el Devonià tardà al Mississippi i a la Pennsilvània primerenca, antiga Sierra Nevada, a l'oest dels Estats Units, des del període Devonià tardà fins a l'edat inicial del Mississippi(372-358 Ma).[92][93]
- Orogènia innuitiana: també coneguda com a orogènia d'Ellesmeria. Episodi tectònic important a l'Àrtida canadenca i Groenlàndia més septentrional (Muntanyes Innuitianes i àrtic canadenc) que s'estén des de l'illa Ellesmere fins a l'illa Melville (345 Ma).[94]
- Orogènia de Sonoma: Construcció de muntanyes a l'oest d'Amèrica del Nord (Muntanyes Rocoses). Seqüència d'esdeveniments acumulatius al llarg del marge de la serralada que, possiblement, va ser causada pel tancament de la conca entre l'arc insular de Sonomia i el continent nord-americà (270-240 Ma.).[95][96]
- Orogènia de Nevada: Esdeveniment de construcció de muntanyes a Amèrica del Nord. Es va desenvolupar al llarg de l'oest d'Amèrica del Nord, durant el període Juràssic (155-145 Ma).[97]
- Orogènia de Sevier: Construcció de muntanyes a Amèrica del Nord, des de Canadà a Mèxic, causada per la subducció de la placa oceànica de Farallon sota la placa continental nord-americana (140-50 Ma).[98]
- Orogènesi Laramidiana o orogènia Laràmide: Període de construcció de muntanyes a Amèrica del Nord, Muntanyes Rocoses i oest d'Amèrica del Nord. Va deformar l'escorça amb plecs i encavalcaments al sud-oest dels Estats Units i la Sierra Madre Oriental a Mèxic. D'altra banda, al centre i sud-oest dels EUA, s'aixecaren (tectònica) grans blocs que afectaren l'escorça més superfícial (40-70 Ma).[98][99]
- Orogènesi de Pasadena: A les serralades transversals de l'oest d'Amèrica del Nord, formació de muntanyes del sud de Califòrnia durant el Plistocè i que perdura fins a l'actualitat.[100]

### Oceania

#### Orogènies d'Austràlia
- Orogènia de Sleaford-Gawler Craton:  A Austràlia Meridional, va ser un esdeveniment de convergència del Gawler Craton[101] que ara subjau sota la península d'Eyre al sud d'Austràlia.(2.440-2.420 Ma).[102]
- Orogènia de Glenburgh-Glenburgh Terrane:  Austràlia Occidental. Efectes de la col·lisió d'un microcontinent de l'Arqueà tardà durant el Paleoproterozoic amb el crató Yilgarn precedent arqueà. Esdeveniments tectònics i tèrmics generalitzats al nord d'Austràlia (2.005-1.920 Ma).[103]
- Orogènia de Barramundi-Conca MacArthur:[104] Al nord d'Austràlia, Apreciable en zones molt extenses del nord del continent australià amb deformacions, metamorfisme i formació del crató als inicis del Proterozoic.(1.890-1.850 Ma).[105][106]
- Orogènia de Kimban-Gawler Craton: Austràlia Meridional. Deformació generalitzada en tot el crató Gawler amb registres de metasediments al grup Hutchison i granitoides al complex Lincoln, a prop de la costa del sud de la península Eyre.(1.845-1.700 Ma).[107][108]
- Orogènia de Corniana-Gawler Craton: Austràlia Meridional. Descompressions a l'escorça terrestre i efectes de cisalla a la banda oriental del crató de Gawler (1.850 Ma).[109]
- Orogènia de Miltalie-Gawler Craton: Austràlia Meridional. Esdeveniment al centre del mateix crató (1.715 Ma).[110][111]
- Orogènia de Yapungku: Al marge del crató de Yilgarn , Austràlia Occidental, (1.765 Ma).[112]
- Orogènia d'Albany-Fraser: Període de formació de muntanyes a Austràlia Occidental. Exemple conservat de canvis proterozoics en el marge del crató arqueà. Formació de dos sistemes de conques al sud-est del Yilgarn Craton. (1.710-1.020 Ma).[113]
- Orogènia de Mangaroon: Complex de Gascoyne, Austràlia Occidental, comprèn una capa de gneís subhoritzontal vreada en altes condicions metamòrfiques (1.680-1.620 Ma).[114]
- Orogènia d'Isan: Bloc Mount Isa, Queensland (1.600 Ma).[115][116]
- Orogènia de Kararan: Gawler Craton, Austràlia Meridional. Deformació contemporània al magmatisme del complex Hiltaba i la serra volcanica de Gawler (1.570-1.555 Ma).[117]
- Orogènia Olariana: Bloc Olari, Austràlia Meridional. Esdeveniment metamòrfic i orogènic al crató Gawler durant el Proterozoic (1.720-1.580 Ma).[118]
- Orogènia de Capricorn - Complex de Gascoyne , Austràlia Occidental. Abasta una regió d'aproximadament 1.000 km de llarg i 500 km d'amplada Formació de roques arqueanes a proterozoiques entre els cratons de Pilbara i Yilgarn (1.817-1.772 Ma).[119]
- Orogènia de Musgrave: Musgrave Block , Austràlia Central. L'esdeveniment orogènic més antic que ha afectat tota la província de Musgrave a l'oest d'Austràlia, Austràlia Meridional i el Territori del Nord, amb producció de roques granítiques dominants a la província (1.219-1.124 Ma).[120]
- Orogènia Edmundiana: Complex Gascoyne, Austràlia Occidental. Esdeveniment intracratònic que va provocar una deformació generalitzada dels grups Edmund i Collier que va formar, d'est a sud-est, plecs estrets i falles (1.030-955 Ma).[121]
- Orogènia de Petermann: Austràlia central. Des del final de l'era Neoproterozoica fins al període Cambrià. Esdeveniment intracratònic que va afectar el bloc de Musgrave i el sud-oest de la conca Amadeus (550-535 Ma).[122]
- Orogènia Delameriana: Afectà la província geològica principal al centre d'Austràlia Meridional i Victòria durant l'Ordovicià (514-510 Ma).[123]
- Orogènia de Lachlan: A Austràlia, afectant Victòria i Nova Gal·les del Sud.[124]
- Orogènia de Thomson: Continuació cap al nord de l'orogènia de Lachlan.[125]
- Alice Springs Orogeny: Esdeveniment de construcció de muntanyes a Austràlia Central al primer període del Carbonífer (450-300 Ma).[126]
- Orogènia de Kanimblan: Construcció de muntanyes d'Austràlia a Victòria i Nova Gal·les del Sud, període Carbonífer (318 Ma).[127]
- Orogènia Hunter-Bowen: També coneguda com a orogènia de Nova Anglaterra que afectà Queensland i Nova Gal·les del Sud des del període Permià al Triàsic (260-225 Ma).[128]

#### Orogènies de Nova Zelanda
- Orogènia de Tuhua: Període de construcció de muntanyes a Nova Zelanda (muntanyes Tuhua). Origen de falles i forts plegaments, activitat ígnia i metamorfisme amb elevació d'àrees aïllades sobre el nivell de l'oceà que després tornaren a baixar.(370-330 Ma).[129][130]
- Orogènia de Rangitata: Llarg període d'elevació i col·lisió a Nova Zelanda (142-99 Ma).[131]
- Orogènia de Kaikoura: Esdeveniment de formació sísmica. Gran tectònica a la zona nord durant l'Oligocè superior i alteració de les roques ígnies volcàniques preexistents del Juràssic superior (24 Ma-present).[132]

### Sud-amèrica
- Orogènia Transamazònica: Orogènia que s'anomena així pel descobriment d'un cinturó que travessa la regió amazònica i l'escut de la Guaiana. Paleoproterozoic (2.100-1.800 Ma).[133][134]
- Orogènia Guriense: Esdeveniment de construcció de muntanyes a l'Arqueà. Conservat i observat a les roques de l'escut de Guaiana a Veneçuela, Guaiana i Surinam (2.800 i 2.700 Ma).[135][136]
- Orogènia Sunsàs: Orògen que comprèn la part occidental del crató de l'Amazones, més observable a l'est de Bolívia i als estats de Rondònia i Mato Grosso al Brasil (1.465-1.427 Ma).[137]
- Orogènia de Cariris Velhos: Cinturó de roques al Brasil des de l'Atlàntic cap a l'interior del continent en direcció SWW. Deformació i metamorfosi de les roques del Neoproterozoic primerenc (1.000-720 Ma).[138][139]
- Orogènia Brasilera-panafricana: Cinturó de Brasília. Construcció d'una xarxa de cinturons orogènics neoproterozoics i dels supercontinents Gondwana i Pannòcia (600 Ma).[140]
- # Orogènia pampeana: Cinturó del Paraguai. Orogènia activa al Cambrià al marge occidental de Gondwana (555-525 Ma).[141]
- # Orogènia de cònids: Esdeveniment constructiu durant el Triàsic. Observat en complexos d'acreció costaners del sud-oest de Xile. (252-201 Ma).[142]
- Orogènia Terra Australis: Orogen d'acreció del Neoproterozoic tardà al Paleozoic als marges actius meridionals dels antics supercontinents Rodinia i Pannotia (Gran Gondwana) (300-230 Ma).[143]
- # Orogènia Pampeana famatiniana  - Esdeveniment geològic paleozoic a Amèrica del Sud anterior a l'ascens dels Andes i que es va produïr a l'actual oest d'Amèrica del Sud (490-460 Ma).[144]
- Orogènia de San Rafael: Orogènia que va afectar algunes zones de l'oest d'Argentina i Xile durant el final del Paleozoic[145]
- Orogènia Gondwanide: Esdeveniment tectònic de formació de muntanyes durant el Permià. Orogènia que va afectar parts de Gondwana i que, segons la geografia actual, ara se situen al sud d'Amèrica del Sud, Sud-àfrica, l'Antàrtida, Austràlia i Nova Guinea. Observable a la Sierra de la Ventana (Argentina) (298-254 Ma).[146][147]
- Orogènia de Toco: Construcció de muntanyes que afectà les roques del nord de Xile i del nord-oest d'Argentina durant el Carbonífer tardà i el Permià. Serralada costanera de Xile (300–330 Ma).[148]
- Orogènia Andina: Procés de formació de muntanyes, en curs, a Amèrica del Sud a la serralada dels Andes. L'orogènia Andina es va iniciar durant el Cretaci superior i es perllonga fins l'Eocè. La litosfera continental sud-americana va començar a muntar sobre la placa oceànica de Nazca (200 Ma- present).[149]

## Teories orogèniques

### Teories fixistes o verticalistes

#### Hipòtesi del geosinclinal
- James Hall (1857) va proposar que la subsidència era la causa principal dels plegaments i l'activitat volcànica.[150][151]

#### Hipòtesi contraccionista
- James Dwight Dana (1873) va inferir que els plegaments eren una conseqüència de la contracció de la Terra.[152]

#### Hipòtesi de l'alçament continental
- La teoria va sorgir a la Universitat d'Utrech cap al 1930. Hi hauria una primera fase en que es produiria un alçament localitzat de l'escorça a la qual seguiria una segona fase tectònica que afavoriria moviments i desplaçaments. Això seria la causa de l'aixecament d'una serralada.[152]

#### Hipòtesi de l'oceanització
- Vladímir Beloúsov (1967) proposà que la intrusió de grans masses sota l'escorça continental per l'eixamplament oceànic implica un regruiximent i un augment de la densitat, cosa que causaria la subsidència d'uns blocs i l'aixecament d'altres.[153]

### Teories mobilistes o horizontalistes

#### Hipòtesi de la deriva continental.
- Alfred Wegener (1912) apuntà que la deriva dels continents que floten sobre el mantell i la separació i moviment constant són l'origen dels plegaments i la formació de muntanyes a la Terra. Aquesta teoria és la més important i científicament més acceptada.[152]